# اچ‌اس‌دابلیوام‌اس آلوزنابن (ام۱)
اچ‌اس‌دابلیوام‌اس آلوزنابن (ام۱) (به انگلیسی: HSwMS Älvsnabben (M01)) یک کشتی بود که طول آن ۹۶٬۸/۱۰۲٬۰m بود. این کشتی در سال ۱۹۴۳ ساخته شد.